# Lista civica
Una lista civica è una lista elettorale che si presenta alle elezioni (comunali, provinciali, regionali o parlamentari) senza essere espressione diretta di un partito politico.

## Descrizione
Una lista civica è sostanzialmente un gruppo politico che a differenza dei partiti tradizionali  assume una caratteristica di movimento d'opinione temporaneo e a dimensione locale. Dalle liste civiche sono  nati movimenti politici locali, talvolta riuniti in occasionali o stabili federazioni nazionali. Dal punto di vista storico, in Italia le liste civiche sono state presenti dagli anni cinquanta, con nominativi disparati. 
È da precisare che la divisione lista civica/partito politico è una categorizzazione di tipo associativo e la Costituzione italiana, con l'art. 49, enuncia semplicemente la possibilità di ogni cittadino di «associarsi liberamente in partiti per concorrere con metodo democratico a determinare la politica nazionale».
Caratteristiche comuni alla maggior parte delle liste civiche sono:
- una denominazione alquanto generica che contiene un richiamo diretto alla realtà locale: ad esempio Alleanza XXX, Lista per XXX, Moderati di XXX, Riformisti per XXX, Per XXX con YYY, Uniti per XXX, Lista YYY sindaco, XXX amico/a dove XXX è il comune in cui la lista si presenta e YYY è il candidato sindaco.
- l'assenza di un collegamento esplicito a un partito o a uno schieramento politico di riferimento (in alcuni casi però la lista civica ha una posizione politica ben precisa ed esplicita, generalmente dettata da politici con una significativa potenza mediatica).
- la presenza in lista di candidati della società civile, ovvero personaggi noti e stimati nell'ambito locale (imprenditori, professionisti, sportivi, ecc.), ma che non si sono in precedenza impegnati nell'attività politica (l'uso di "nomi di richiamo" di questo tipo è frequente comunque anche nelle liste dei partiti per le elezioni nazionali).

Il fenomeno delle liste civiche è diffuso essenzialmente nei centri minori, a causa anche della legge elettorale maggioritaria a turno unico vigente nei comuni con meno di 15 000 abitanti, che obbliga i partiti a riunirsi in coalizioni e presentare insieme un'unica lista per avere maggiori possibilità di vittoria. 
In questi comuni in genere si presentano solo due liste civiche, una di centro-destra e una di centro-sinistra. Tuttavia, talvolta accade che, proprio per il carattere apartitico e strettamente locale della lista civica, al suo interno siano presenti candidati appartenenti a partiti dalle posizioni diametralmente opposte nella politica nazionale.
La formazione di liste civiche ha come obiettivo di favorire una maggior partecipazione dei cittadini-elettori alla discussione e alla soluzione delle questioni amministrative, di rilevanza locale. Ciò non di meno, un'esigenza analoga è stata spesso avvertita anche da partiti e gruppi politici nazionali, i quali negli ultimi decenni hanno a volte proposto le primarie, al fine di scegliere i propri dirigenti e candidati.
Caratteristica in senso generale di una lista civica è un'organizzazione politica snella e con statuti a dimensione locale, cioè comunale o tutt'al più sovraccomunale (il territorio come identità primaria), e con l'utilizzo delle possibilità offerte dalla rete.